# Stjepan Pavunić
Stjepan Pavunić (Virje 13. kolovoza 1875. – Koprivnica, 9. ožujka 1959.) bio je hrvatski svećenik, kulturni djelatnik i političar.

## Životopis

### Mladost i obrazovanje
Pavunić je rođen u mjestu Virju u Podravini kao srednji od trojice sinova u siromašnoj seljačkoj obitelji. Osnovnu školu završava u rodnom mjestu, malu kraljevsku realnu gimnaziju u Bjelovaru, te Klasičnu gimnaziju u Zagrebu 1896. godine. Teologiju je studirao na Katoličkom bogoslovnom fakultetu Sveučilišta u Zagrebu. Za svećenika je zaređen 1900. godine.

### Pastoralno djelovanje
Kao kapelan je služio u Jamnici i Miholcu kod Križevaca i Vrbovcu. Godine 1906. je premješten u Krapinu, a od 1911. do 1924. je župnik u Vrbovcu gdje osniva i vodi razna kulturno-prosvjetna i vjerska društva, poput Hrvatske radničke zajednice, Hrvatske seljačke radne zadruge, Pjevačkog društva „Petar Zrinjski”, Djevojačkog društva „Marijina kongregacija”, te Društva katoličkih muževa „Vojska srca Isusova”. Organizirao je i Pasionske igre koje su postale popularne i izvan Vrbovca. Nakon toga je do smrti koprivnički župnik gdje je razvio bogatu vjersku i društvenu aktivnost. Zaslužni je građanin Koprivnice.

### Politički rad
Jedno vrijeme je bio zastupnik u Hrvatskom saboru (od 1913. do 1918., te 1942.). U politiku je ušao kao pravaš, kasnije je surađivao u HSS-u, a tijekom Drugog svjetskog rata bio je zastupnik u Hrvatskom državnom saboru. U lipnju 1945. godine djelatnici koprivničke OZNE su ga uhitili i sproveli u Bjelovar, gdje ga je Vojni sud osudio na smrt strijeljanjem. Odlukom Vojnog suda II. Jugoslavenske armije smrtna kazna je preinačena u vremensku kaznu lišenja slobode s prinudnim radom u trajanju od dvadeset godina. Kaznu je izdržavao u logoru Velika Pisanica i kaznionici Stara Gradiška, a od 27. studenoga 1947. godine u Lepoglavi, gdje je posluživao nadbiskupu Alojziju Stepincu, prigodom slavljenja mise. Pomilovan je i otpušten iz Lepoglave 4. siječnja 1951. godine. Vratio se u Koprivnicu gdje je do smrti bio nominalni koprivnički župnik i dekan. Dosta je pisao, objavio je nekoliko brošura, a izdavao je i vjerski list u Koprivnici. Imenovan je začasnim kanonikom i apostolskim protonotarom.

## Vanjske poveznice
Mrežna mjesta
- Stjepan Pavunić  Arhivirana inačica izvorne stranice od 7. ožujka 2016. (Wayback Machine), www.vrbovec.hr
- Knjiga o osnivaču, počecima i uspjesima pravaštva u Vrbovcu, HSP 1861., 2002.